# Liste der Nummer-eins-Hits in Rumänien (2007)
Diese Liste enthält alle Nummer-eins-Hits in Rumänien im Jahr 2007. Es gab in diesem Jahr 14 Nummer-eins-Singles.
| Singles |
| --- |
| - Reamonn – Tonight - 8 Wochen (20. November 2006 – 21. Januar 2007) - Shakira Feat. Carlos Santana – Illegal - 3 Wochen (22. Januar – 11. Februar, insgesamt 5 Wochen) - Akon feat. Eminem – Smack That - 1 Woche (12. Februar – 18. Februar, insgesamt 2 Wochen) - Shakira Feat. Carlos Santana – Illegal - 1 Woche (19. Februar – 25. Februar, insgesamt 5 Wochen) - Akon feat. Eminem – Smack That - 1 Woche (26. Februar – 4. März, insgesamt 2 Wochen) - Shakira Feat. Carlos Santana – Illegal - 1 Woche (5. März – 11. März, insgesamt 5 Wochen) - Pussycat Dolls feat. Timbaland – Wait a Minute - 1 Woche (12. März – 18. März) - Nelly Furtado – Say It Right - 9 Wochen (19. März – 27. Mai, insgesamt 11 Wochen) - Justin Timberlake – What Goes Around...Comes Around - 1 Woche (28. Mai – 3. Juni) - Nelly Furtado – Say It Right - 2 Wochen (4. Juni – 17. Juni, insgesamt 11 Wochen) - Akon – Don’t matter - 5 Wochen (18. Juni – 15. Juli, insgesamt 6 Wochen) - Rihanna feat. Jay-Z – Umbrella - 1 Woche (16. Juli – 29. Juli, insgesamt 2 Wochen) - Akon – Don’t matter - 1 Woche (30. Juli – 5. August, insgesamt 6 Wochen) - Enrique Iglesias – Do You Know? (The Ping Pong Song) - 1 Woche (6. August – 12. August, insgesamt 4 Wochen) - Rihanna feat. Jay-Z – Umbrella - 1 Woche (13. August – 19. August, insgesamt 2 Wochen) - Enrique Iglesias – Do You Know? (The Ping Pong Song) - 3 Wochen (20. August – 9. September, insgesamt 4 Wochen) - Fergie – Big Girls Don’t Cry - 5 Wochen (10. September – 14. Oktober, insgesamt 7 Wochen) - Mika – Relax, Take It Easy - 1 Woche (15. Oktober – 21. Oktober, insgesamt 2 Wochen) - Fergie – Big Girls Don’t Cry - 2 Wochen (22. Oktober – 4. November, insgesamt 7 Wochen) - Yves Larock – Rise Up - 2 Wochen (5. November – 18. November, insgesamt 4 Wochen) - Mika – Relax, Take It Easy - 1 Woche (19. November – 25. November, insgesamt 2 Wochen) - Yves Larock – Rise Up - 1 Woche (26. November – 2. Dezember, insgesamt 4 Wochen) - Enrique Iglesias – Tired of being sorry - 1 Woche (3. Dezember – 9. Dezember) - Yves Larock – Rise Up - 1 Woche (10. Dezember – 16. Dezember, insgesamt 4 Wochen) - Crazy Loop – Crazy Loop (Mm-Ma-Ma) - 8 Wochen (17. Dezember 2007 – 10. Februar 2008, insgesamt 11 Wochen; → 2008) |

Siehe auch: Nummer-eins-Hits 2007 in  Australien, Belgien, Dänemark, Deutschland, Finnland, Frankreich, Irland, Italien, Japan, Kanada, Kroatien, Mexiko, Neuseeland, den Niederlanden, Norwegen, Österreich, Polen, Portugal, Rumänien, Schweden, der Schweiz, Slowakei, Spanien, Südkorea, Tschechien, Ungarn, den Vereinigten Staaten und im Vereinigten Königreich.